# Vườn quốc gia Wakhan
Vườn quốc gia Wakhan là một vườn quốc gia nằm tại Wakhan thuộc tỉnh Badakhshan, Afghanistan. Được thành lập vào năm 2014, nó là vườn quốc gia thứ hai của đất nước được thành lập chỉ sau Band-e Amir.

## Địa lý
Vườn quốc gia này bao gồm toàn bộ diện tích tự nhiên của huyện Wakhan, kéo dài dọc theo hành lang Wakhan giữa dãy núi Pamir và Hindu Kush. Phía bắc vườn quốc gia giáp Tajikistan, phía nam giáp Pakistan, phía đông là Trung Quốc còn phía tây là hai huyện Ishkashim và Zebak của tỉnh Badakhshan.
Đây là nơi sinh sống của khoảng 13.000 người Wakhi và 1.500 người Kyrgyz.

## Động thực vật
Wakhan bao gồm 600 loài thực vật cùng nhiều loài động vật hoang dã quý hiếm. Các loài động vật đáng chú ý gồm báo tuyết, linh miêu, sói xám, gấu nâu, chồn sồi, cáo đỏ, mèo manul, dê núi Siberia, cừu Marco Polo, cừu núi Trung Á.
Do ở khu vực xa xôi hiểm trở của đất nước, phần lớn nằm trên đường giới hạn cây gỗ cùng với nạn lâm tặc và hoạt động chăn thả gia súc quá mức khiến vườn quốc gia này đang bị đe dọa bởi các vấn đề về môi trường và chặt phá rừng.